# Igors Miglinieks
Igors Miglinieks (4. maj 1964 i Riga i Lettiske SSR) er en nu pensioneret sovjetisk-lettisk basketballspiller, der spillede som shooting guard. Miglinieks var den første lettiske basketballspiller til at blive olympisk mester, hvilket han blev under Sommer-OL 1988 i Seoul, mens hans spillede for det sovjetiske basketballhold.